# Budapesti Közlekedésszervező Nonprofit Kft.
A Budapesti Közlekedésszervező Nonprofit Kft. (korábbi nevén Budapesti Közlekedési Szövetség; röviden: BKSZ) a MÁV, a BKV és a Volánbusz együttműködésére és tevékenységük összehangolására alapított szövetség volt. A 2005-ben alapított szervezet a köz számára leginkább érezhető vívmánya a Budapest Bérletnek nevezett közösségi közlekedési bérletkonstrukció volt.

## A szervezet története
A Gazdasági és Közlekedési Minisztérium és Budapest Főváros Önkormányzata mint ellátásért felelősök, továbbá a térségi koordinációt vállaló Pest megye önkormányzata 2005-ben hívta életre a BKSZ-t, amely kezdetben közhasznú társaságként működött. A 430 millió forintból létrehozott szervezet 2005. szeptember 1-jén kezdte meg tényleges működését. A BKSZ kezdeményezte a budapesti gyorsvasúti rendszer létrehozásának vizsgálatát. A szervezet életében jelentős változást hozott 2009, amikor nonprofit Kft-ként, Budapesti Közlekedésszervező Nonprofit Kft. néven folytatta működését, tevékenységi köre pedig kibővült.
2011-ben a kormány a BKSZ-t néhány hét alatt megszüntette, feladatát és munkavállalóinak egy részét a BKK vette át. Bár a BB megmaradt, de annak bevételeiből a MÁV és a Volánbusz már nem részesült, így a tarifaközösség elmélyítése lekerült a napirendről.

## A Budapest Bérlet
2005. szeptember 1-jén vezettek be egy új, egységes bérlettípust, a Budapesti Egyesített Bérletet (röviden: BEB). 2009. január 1-jén a BKSZ Kht.-val kötött megállapodás alapján megszűntek a BKV- és BEB bérletek, helyettük bevezették a Budapest Bérlet (röviden: BB), amely a korábbi BEB utódja.
A MÁV az elővárosi vonalakon meghatározott olyan állomásokat, amelyeknél tovább BB nem váltható. Például: a Budapest–Pécs vonalon a budapesti közigazgatási határállomás Nagytétény-Diósd állomás (tehát idáig használható a BB kiegészítő jegy/bérlet nélkül), míg a BB használatának határa Pusztaszabolcs (tehát legfeljebb idáig lehet BB kiegészítő jegyet/bérletet váltani).

### Hálózat
A tarifaközösségbe apportált hálózatot a Budapest közigazgatási határain belül működő, valamint az elővárosi autóbusz- és vasútvonalak teszik ki. A meghatározott határállomások elhagyása után az utasnak már csak kiegészítő jegyet/bérletet kell váltania az út hátralévő szakaszára.

### BKV
A Budapesti Közlekedési Zrt. által üzemeltetett járművein a BB használható: metrón, a földalattin, villamoson, trolibuszon, a fogaskerekűn, illetve az autóbuszokon és a HÉV-eken Budapest közigazgatási határán belül.

### Vasút
A MÁV-Start elővárosi vonalai közül kizárólag az alábbiakon és az alábbi állomásokig használható a BB:
| Vonalszám | Viszonylat                   | Közigazgatási határállomás | Válthatósági határállomás (A kiegészítő jegy/bérlet eddig az állomásig váltható!) |
| --------- | ---------------------------- | -------------------------- | --------------------------------------------------------------------------------- |
| 1         | Budapest–Komárom–Győr        | Kelenföld                  | Tatabánya                                                                         |
| 2         | Budapest–Esztergom           | Üröm                       | Esztergom                                                                         |
| 30a       | Budapest–Székesfehérvár      | Tétényliget                | Székesfehérvár                                                                    |
| 40a       | Budapest–Pusztaszabolcs      | Nagytétény-Diósd           | Pusztaszabolcs                                                                    |
| 70        | Budapest–Vác–Szob            | Rákospalota-Újpest         | Szob                                                                              |
| 71        | Budapest–Vácrátót–Vác        | Rákospalota-Kertváros      | Vác                                                                               |
| 80a       | Budapest–Hatvan              | Rákoscsaba                 | Hatvan                                                                            |
| 100a      | Budapest–Cegléd–Szolnok      | Ferihegy                   | Szolnok                                                                           |
| 120a      | Budapest–Újszász–Szolnok     | Rákoskert                  | Szolnok                                                                           |
| 142       | Budapest–Lajosmizse          | Pestszentimre              | Lajosmizse                                                                        |
| 150       | Budapest–Kunszentmiklós-Tass | Soroksár                   | Kunszentmiklós-Tass                                                               |

A BB a fent felsorolt vonalakon közlekedő valamennyi vonaton használható, kivéve a pót-, illetve helyjegyköteles vonatokat (EuroCity, EuroNight, InterCity, nemzetközi gyorsvonat).

### Autóbusz
A Volánbusz elővárosi vonalai közül összesen 96-on használható a BB. Ezen vonalak listáját, valamint a határállomásokat a BKSZ weboldalán található hirdetmény tartalmazza. Mivel a Budapestet érintő helyközi autóbuszvonalak nem mindegyikén használható a BB, ezért az autóbuszok elején elhelyezett BKSZ szimbólum jelzi, hogy igénybe vehető-e (ha a jel nem található meg az autóbuszon, akkor a BB-vel nem vehető igénybe).
A budapesti határállomások listája:
- Székesdűlő
- Petőfi laktanya
- Szántóföldi út
- Szerencs u.
- Bekecs u.
- Cinkota
- Simongát u.
- Rákoskeresztúr, Városközpont
- Kucorgó
- Sugár út
- Határőr Igazgatóság
- Ferihegyi sorompó
- Nagykőrösi úti piac
- Transzformátor állomás
- Központi raktárak
- Orbánhegyi dűlő
- Kékház
- Csárda
- Budafoki út, Erőmű
- Andor u.
- Tétényi út
- Diótörő u.
- Péterhegyi út
- Szoborpark
- Sasadi út
- Szanatórium út
- Üröm vmh.
- Békásmegyer
- Heltai Jenő tér

A Budapesti-bérlet használható még a Hatvani, a Kunság, a Nógrád és a Vértes Volán kijelölt járatain is.